# Czernina (Basse-Silésie)
Pour les articles homonymes, voir Czernina.
Czernina est une localité polonaise de la gmina et du powiat de Góra en voïvodie de Basse-Silésie.

## Histoire
De 1742 à 1945, Tschirnau fait partie de l'arrondissement de Guhrau dans le district de Breslau au sein de la province de Silésie.